# Lázně Jeseník
Lázně Jeseník (do roku 1947 Gräfenberk, ) jsou lázně nacházející se na severozápadním okraji města Jeseník v Olomouckém kraji. Jejich zakladatelem je Vinzenz Priessnitz – „Vodní doktor“. Tzv. Priessnitzovy léčebné lázně jsou od 19. století navštěvovány hojným počtem návštěvníků a pacientů. V současné době je to ročně kolem osmnácti tisíc hostů. Vyvinula se a stále se zde jako primární metoda léčení praktikuje vodoléčba, která je proslavila po celém světě, spojená s využitím čistého horského klimatu, klidem a pohybem ve formě procházek po okolí horské přírody Rychlebských hor a Jeseníků.

## Historie
První vodoléčebné lázně v rakouském císařství a vůbec na celém světě. Jejich zakladatel Vincenz Priessnitz měl při jejich zařizování nemalé problémy nejen s vrchností, před kterou si musel obhájit své názory o léčebném účinku obyčejné vody, ale také se spoluobčany, z nichž jedni ho považovali za Bohem nadaného všemocného lékaře, jiní za šarlatána, jež má spolky s ďáblem. Sám na léčivou moc vody nejspíš přišel náhodou, o čemž vypráví několik pověstí, jež se shodují přibližně na tomto:
Jako malý pásl v horách a všiml si srny, která si pravidelně chodila namáčet raněnou nohu do studánky. Po čase chodit přestala, jelikož noha již byla vyléčena, ale Vincenz si polohu takto objevené studánky zapamatoval a když si poranil prst, sám k ní chodil a ránu si zhojil zázračně rychle. Když se mu v dospělosti stala nehoda (při převážení dřeva se splašil kůň a na Vinceze spadl vůz či klády) a měl zlomeno několik žeber, lékaři doporučovali obklad z vína a drahého koření (i bylin) jak tehdy bylo zvykem, nevylučovali, že vše bude zbytečné a že muž zůstane nadosmrti mrzákem, ale Vincenz riskoval: Narovnal si zlomená žebra tlakem oproti opěradlu židle a požádal matku, ať nabere studenou vodu ze studánky a tou od nynějška dělá obklady. Ta ho poslechla a jeho zdravotní stav se zlepšil. Po něco více než roce byl opět schopen vykonávat normální činnosti. Zpráva o jeho zázračném uzdravení se šířila rychle a mnoho sousedů za ním přišlo pro pomoc a radu s jejich jak vnějšími, tak vnitřními nemocemi. Vincenz si zpočátku příliš nevěřil a své léčebné metody zkoušel na zvířatech, po čase se však stal vyhlášeným lékařem, který léčil vše od zlomenin a vykloubených ramen po bolesti hlavy a břicha.
Vincenz tedy musel do hlavních měst monarchie žádat o povolení založit léčebný ústav – lázně. Nakonec se mu podaří získat potřebná povolení a roku 1822 zakládá první vodoléčebný ústav na světě. Díky darům spousty pacientů strhává původní dřevěný domek, kde bydlel a staví nový, kamenný, který zároveň slouží i jako lázně. Nejdůležitější nástroje v nich jsou kádě (necky) s horkou a studenou vodou, do nichž jsou pacienti střídavě ponořováni, a lehátka, kam jsou uloženi zabalení do prostěradel. Do velké dřevěné vany v přízemí přivádí vodu přímo z pramene. Léčí se zde mnoho slavných osobností oné doby, jako například Nikolaj Vasiljevič Gogol, básníci Josef Krasoslav Chmelenský a Heinrich Laube, sochař Ludwig Schwanthaler a skladatel Franz Liszt. Počet pacientů stále roste a tak pro ně Priessnitz staví ubytovny a léčebné domy.
28. listopadu 1851 Vincenz Priessnitz umírá. Zanechává po sobě několik dětí (především dcer) a pochován je do rodinné hrobky vedle své tříleté dcery Karoliny, kterou nedokázal vyléčit (dnes ve středu lázeňské kolonády, v hrobce je on, manželka a dítě, jež je nepřežilo). O lázně se stará jeho zeť Jan Ripper.
Roku 1853 přebírá vedení lázní Josef Schindler, který však záhy byl pouze v čele lázeňského kuratoria, které tvořil společně s čtyřmi Priessnitzovými dědici. Lázně pak vedl doktor Eduard Emmel, který léčbu rozšířil třeba masážemi, a nejvýznamnější je Josef Reinhold (mimo jiné vynikající psycholog i psychiatr), který empirické poznatky zakladatele lázní podložil vědeckými výzkumy.
Za druhé světové války provoz lázní zcela ochabl, jelikož nebyli pacienti, ale lázně byly využity pro rehabilitaci raněných vojáků a později pro děti z bombardovaných německých měst. Po roce 1945 dostaly lázně šanci se rozvinout a zaměřit na léčbu konkrétních onemocnění. V roce 1992 byly jesenické lázně zprivatizovány jako Priessnitzovy léčebné lázně a. s. Jeseník.

## Lázeňství

### Léčené nemoci
- nemoci oběhového ústrojí: vysoký krevní tlak, srdeční choroby, závažné rizikové faktory a kombinace faktorů, které ohrožují cévní systém a další,
- nemoci z poruch výměny látkové a žláz s vnitřní sekrecí trávicího traktu: cukrovka, obezita, jaterní choroby, vysoká hladina tuků…,
- netuberkulózní nemoci dýchacího ústrojí: astma bronchiale, alergická onemocnění dýchacích cest, chronická bronchitida, poruchy hlasu a chraptivost, pooperační stavy dýchacích cest,
- deformace pohybového aparátu,
- duševní poruchy[2]: např. neurózy, psychosomatické choroby, psychotické stavy, padoucnice aj.,
- nemoci kožní: např. atopické ekzémy, dermo-respirační syndromy…,
- nemoci ženské: např. funkční, klimakterický syndrom, krvácení, …

### Dospělí pacienti
Lékař individuálně určí každému pacientovi procedury na základě aktuálního zdravotního stavu a stanovené diagnózy, které pacient musí pravidelně během týdne navštěvovat. Program je zapsán na kartě, kterou nosí léčený s sebou a lázeňský pracovník stvrzuje svým podpisem účast na léčbě. Nejběžnějšími jsou inhalace, klimatická terapie – horské túry na čerstvém vzduchu, koupele v bylinných lázních, plavání, tělocvik, zábaly, elektroléčba, elektro-spánek, masáže, chůze s holemi, magnetoterapie, solux (opalování), ergoterapie, ale i návštěva psychiatra a tak podobně.

### Děti
Od roku 1992 se zde léčí i dětští pacienti a to ve třech různých skupinách:
1. Od dvou do šesti let s doprovodem rodičů
2. Od šesti do 15 let bez doprovodu pod vedením odborného personálu
3. Dorost od 15 do 19 let

Standardní léčebné procedury, jež určuje individuálně lékař jsou: Inhalace (dýchací cesty) a koupele v bylinných lázních (ekzematici), sauna, plavání, nápravný tělocvik a aerobik (zaměřený na relaxační polohy a práci s cestami dýchacími), ergoterapie pro děti a další individuální procedury. Nedílnou součástí je samozřejmě klimatoterapie – pohyb v přírodě na čistém vzduchu,  jízda na koloběžkách, pestrá strava a pravidelný režim dne.

## Léčebné pavilony

### Priessnitz
Priessnitz (přesněji Sanatorium Priessnitz nebo Priessnitzovo sanatorium), hlavní lázeňská budova založená již v roce 1910 v secesním stylu (autorem byl krnovský rodák Leopold Bauer), tvoří dodnes dominantu širokého okolí. Leží v nadmořské výšce 650 metrů s výhledem na hlavní hřeben Hrubého Jeseníku asi 2 km nad městem Jeseník. Její dependací (budova na ní závislá) je Lékařská vila a Vila na Kolonádě.
Má celkem 20 apartmá, 88 dvoulůžkových pokojů a 32 jednolůžkových, které jsou ve většině vybaveny vlastní sprchou nebo koupelnou a WC, minibarem, televizí, trezorem a balkonem. Unikátní je stylová původní jídelna a Restaurace 1837 v samotném srdci sanatoria Priessnitz. Podávána je tady strava formou rautových stolů z bohaté nabídky české i mezinárodní kuchyně. V hlavní hale před jídelnou se nachází Denní bar a dostatek prostoru pro návštěvníky lázní k odpočinku nebo kulturnímu zážitku v podobě koncertů.
Přímo v budovách sanatoria Priessnitz se provádějí vodoléčebné procedury, perličkové, vířivé, uhličité a přísadové koupele, klasické a reflexní masáže, zábaly, kúry, elektroléčba, elektrospánek, magnetoterapie a další procedury, jež lázně nabízejí po celý rok. Tradiční léčebné procedury a odkaz Vincenze Priessnitze jsou zapsány na národním seznamu lidové kultury ČR a nesou známku Originální produkt Jeseníky. V interiérech sanatoria Priessnitz se také nachází lázeňský bazén s vířivkou a uprostřed dna kachliček barevných do podoby lva a saunový svět.
K dispozici je nepřetržitě recepce, ošetřovna, ordinace , balneozařízení, jídelny, denní bar, taneční kavárna Zimní zahrada, kosmetický salón, bazén, obchod se suvenýry, parkování, praní prádla a další služby.

### Jan Ripper
Pojmenován po manželu jedné z dcer zakladatele Janu Ripperovi, nově zrekonstruovaný v roce 1996 se nalézá v klidném centru lázeňského areálu s výhledem na pohoří Hrubého Jeseníku.
Ubytování nabízí v celkem 4 apartmá, 15 jednolůžkových a 32 dvojlůžkových pokojích, vybavených koupelnou a WC, minibarem, TV-SAt s vnitřním informačním okruhem a většinou i balkonem. K dispozici je hostům také jídelna, recepce , obchod se suvenýry a parkování.

### Bezruč
Budova naposled zrekonstruovaná v roce 2001 obsahuje především jídelnu pro pacienty hned z několika lázeňských domů. Dále je zde dostupná recepce s nepřetržitým provozem, společenská místnost, ordinace a inhalace. Ostatní procedury se podávají v budově Hrad vzdálené asi 150 metrů nebo v interiéru sanatoria Priessnitz, vzdáleného 200m. K ubytování nabízí 33 dvoulůžkových a 23 jednolůžkových pokojů vybavených sprchou a WC, fénem, televizory se satelitním příjmem a vnitřním informačním okruhem, telefony a balkony s výhledem na Hrubý Jeseník. Nejbližší depandancí je historický lázeňský dům Bílý Kříž s kapacitou 22 dvoulůžkových pokojů se sdílenou koupelnou na jednotlivých patrech, umyvadly a TV na pokojích.

### Dětské pavilony
- Karolina
- Wolker
- Maryčka
- komplex Jubilejní Vila, Mír

### Galerie

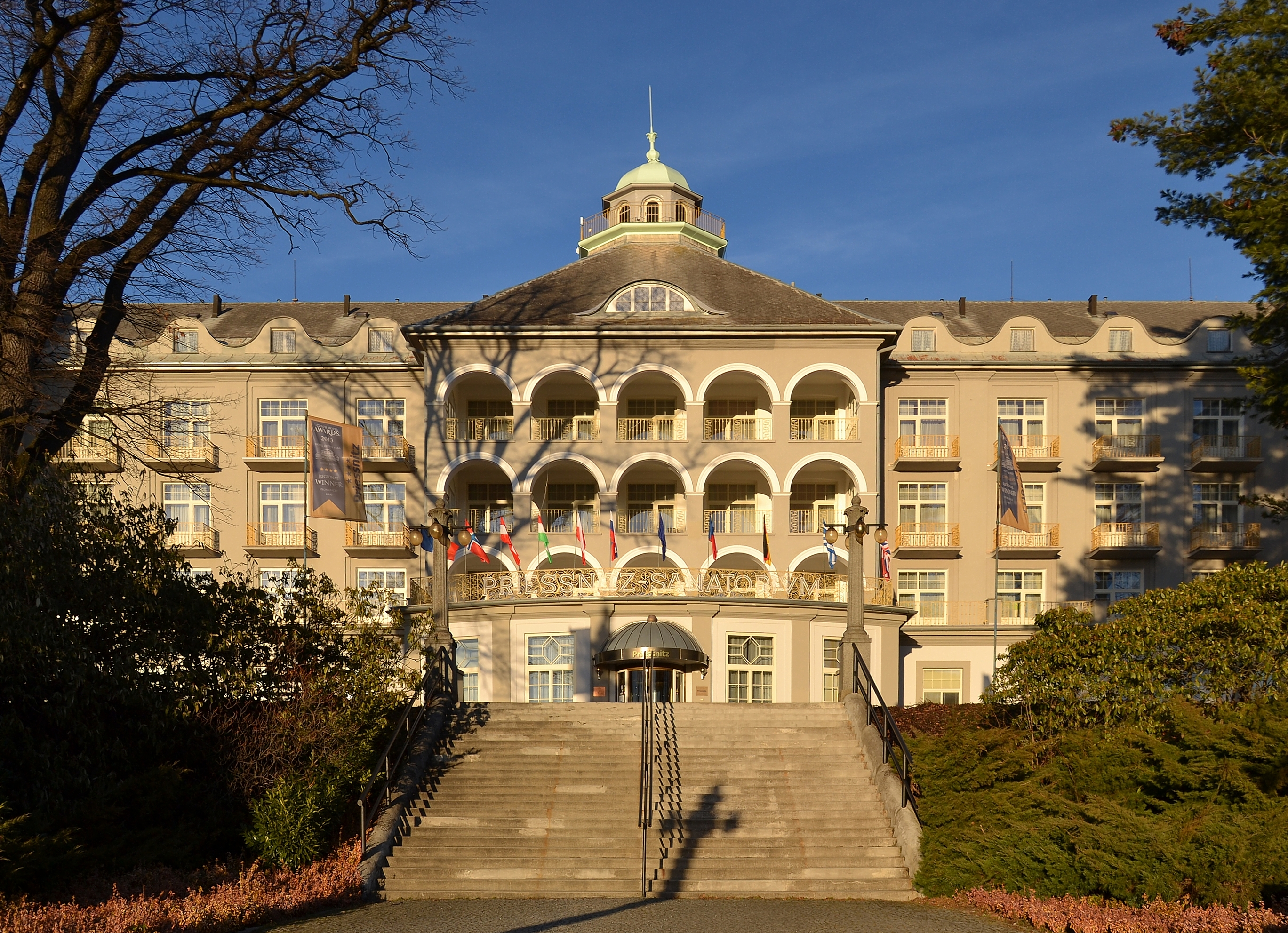
Budova Priessnitz
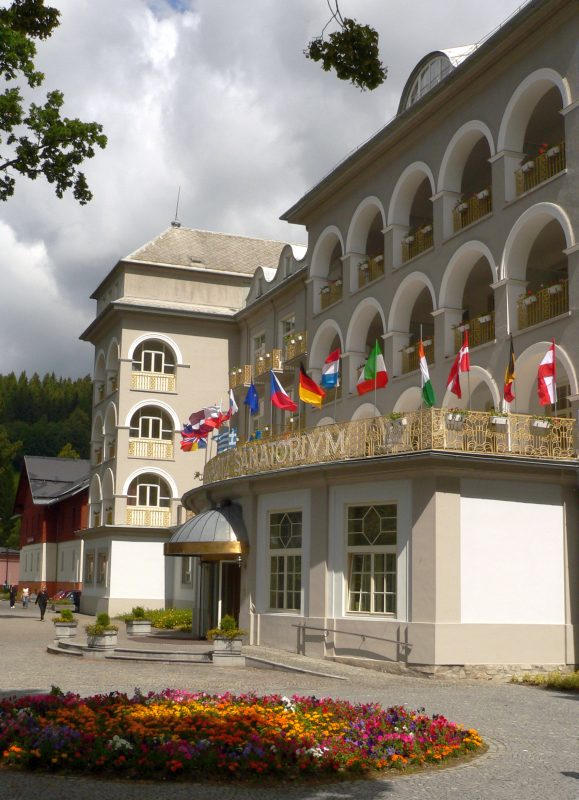
Budova Priessnitz
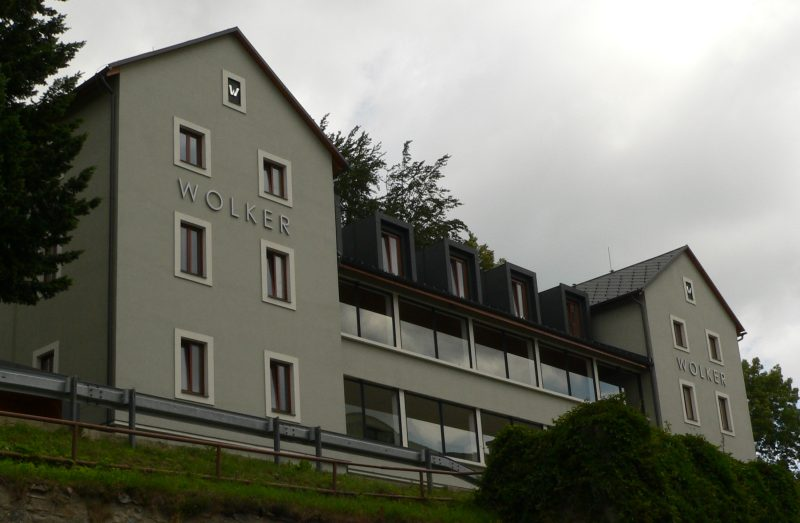
Budova Wolker
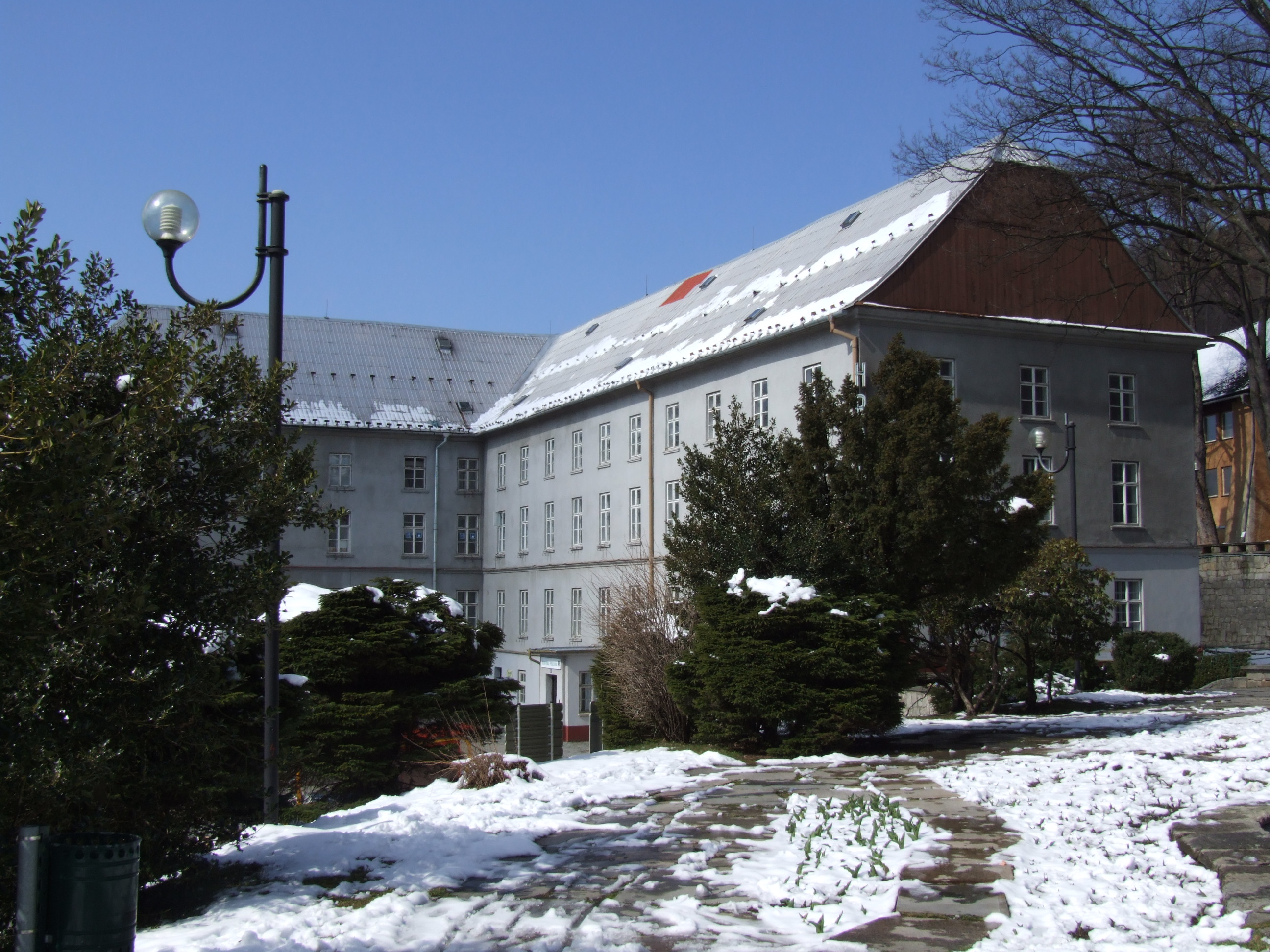
Budova Hrad
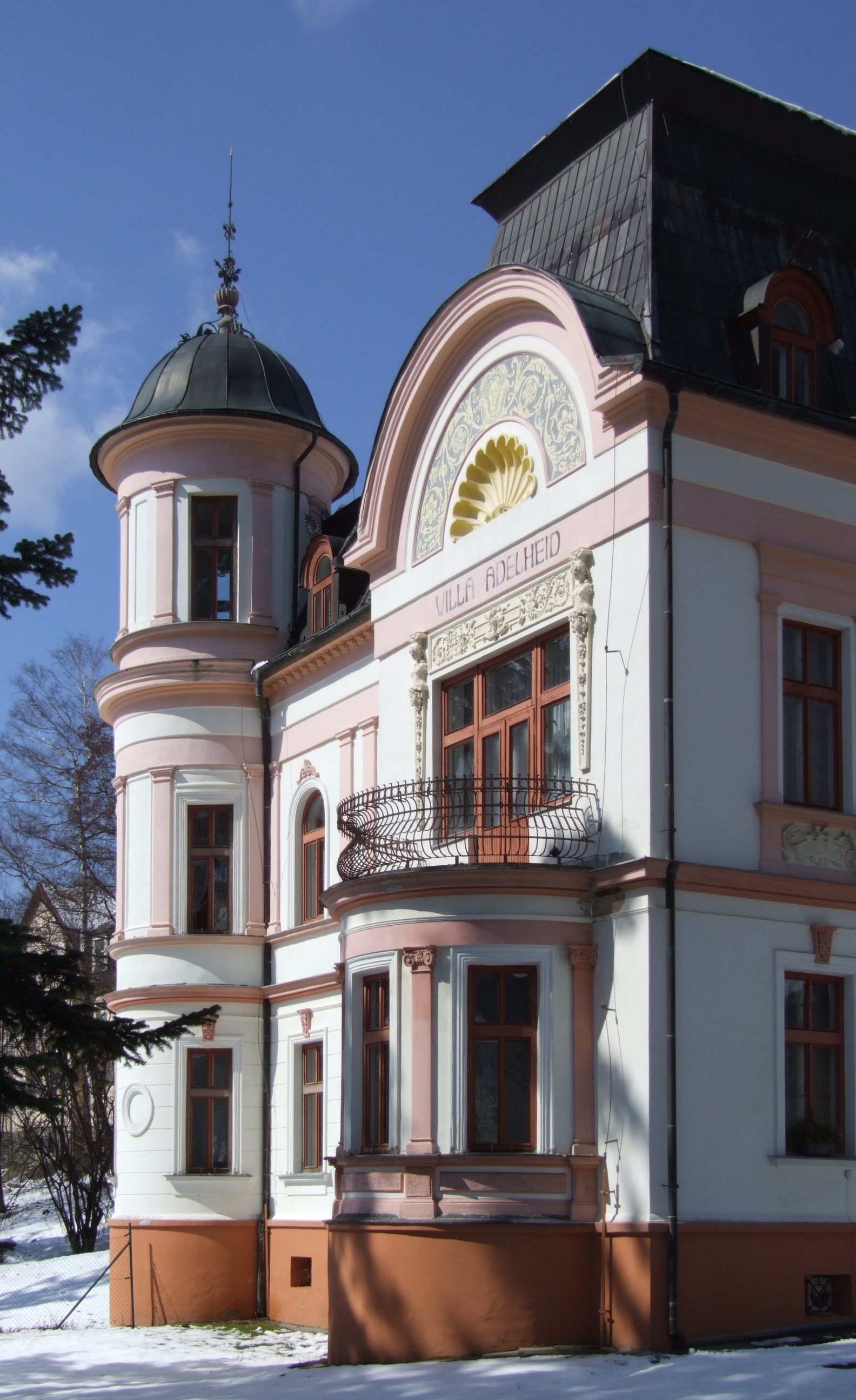
Villa Adelheid
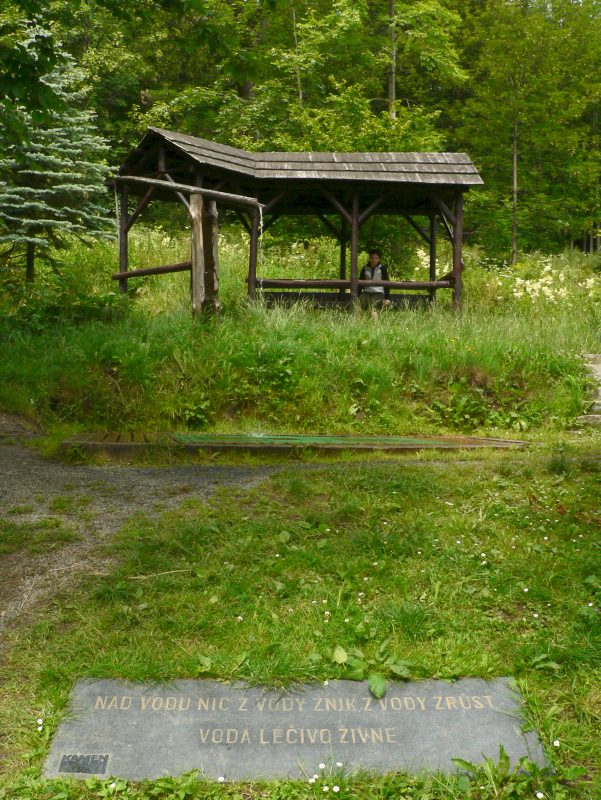
léčebná sprcha

## Pamětihodnosti

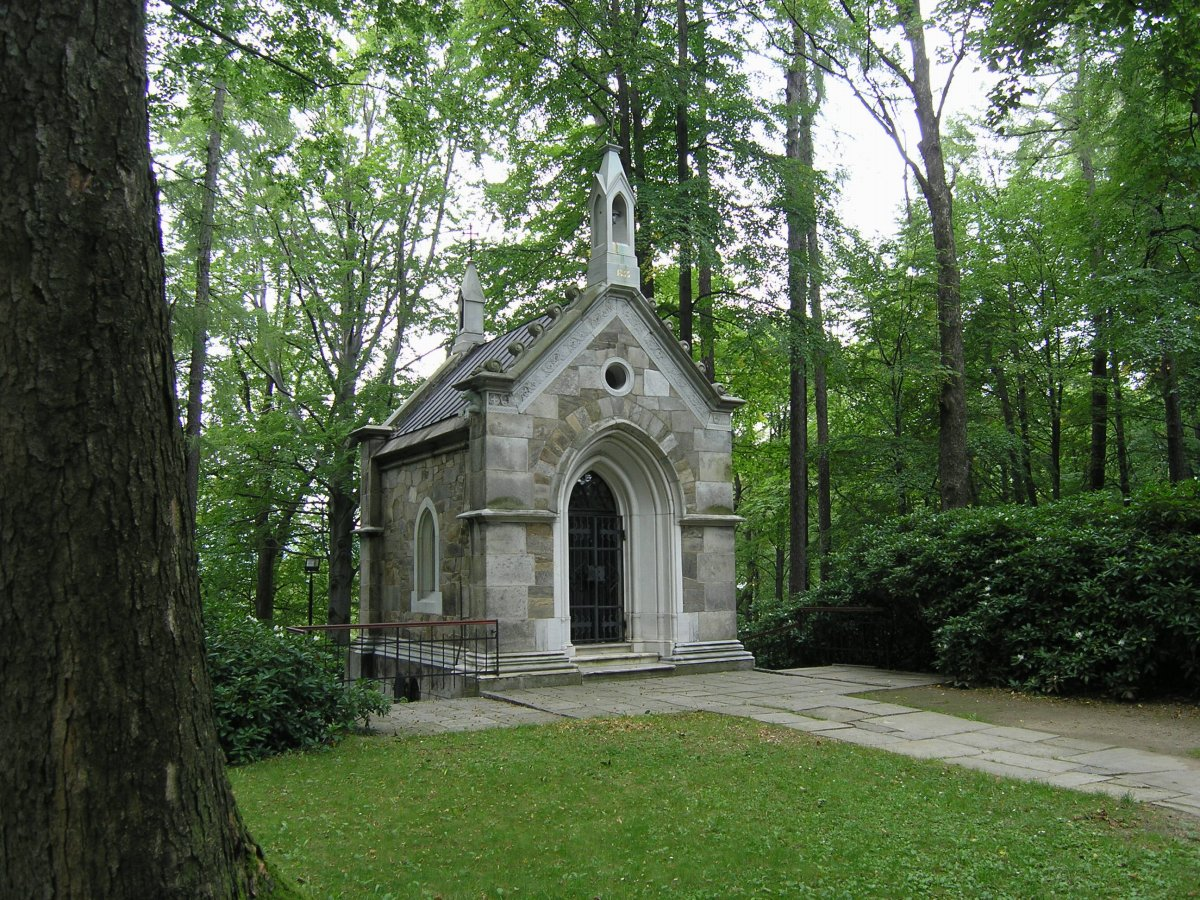
Kaple Vincenze Priessnitze

- Sluneční stráň – nebo také Jižní svah je celkem příkrá travnatá plocha přímo za Priessnitzovým Sanatoriem, na níž se nachází několik obrazců z malých kamínků a trojrozměrných „soch“ z obrovských kamenů, z nichž je nejznámější Sluneční brána – dva kameny svisle postaveny a třetí na ně položen vodorovně.
- Kolonáda – Začíná pramenem s nápisem „Čeněk Priessnitz“, který už zmátl nejednoho návštěvníka. Autor pomníku se prostě nemohl smířit s tehdy exotickým jménem zakladatele a tak mu vymyslel českou obdobu. Je možnost volby mezi tzv. Velkou kolonádou (též Ripperova promenáda), což je 1120 metrů dlouhý okruh okolo mírné vyvýšeniny, v jejímž středu je hrobka Vincenze Priessnitze a po jejíž trase se několikrát dokola konají různé závody, ze kterých je nejznámější letní Závod veteránů, a tzv. Malou kolonádou, která vede přímo do kopce, kolem hrobky a pak některou půlkou Velké kolonády zpět. Krom mnoha laviček, altánků i vyhlídek je zde bronzový lev – znak lázní a toho, že jejich zakladatel vyhrál cestu jejich založení; a o němž se traduje, že splní přání tomu, kdo se dotkne špičky jeho ocasu.
- Stezka Vincenze Priessnitze – 7 km dlouhá stezka vede kolem památek (torzo původní léčebné sprchy apod.) a patnácti pramenů: Pražský, trojpramen Adéla, Flóra, Adolf, Polský pramen, pramen Anna či Mariin pramen. Na naučných deskách se nachází informace o historii a současnosti lázní.
- Meteorologický sloup - v prostoru pod Priessnitzovým sanatoriem na začátku promenády. Jedná se o jediný dochovaný model „raně renesanční“ z dílny H. Kappellera v České republice.[3]

## Jesenické prameny a pomníčky
Jesenické prameny byly a znovu již jsou jednou z největších památek na Jesenicku. Nikde jinde na tak malé ploše (v oblasti nad lázněmi Jeseník) se nenalézá takové množství těchto památek. Najdeme zde na osmdesát pramenů, pomníků, vyhlídek, památných skal a slavnostních křížů. Podobnou strukturu, ale s menším počtem těchto památek má také oblast nad městem Jeseník ( dříve Frývaldově ) a pod Zlatým Chlumem. Ve zbývající části Jesenicka můžeme tyto zajímavosti nalézt rovněž, ale již ne v takové míře. Rozvoj jesenických pramenů a stavba pomníčků souvisí úzce s osobou Vincenze Priessnitze, neboť tyto památky byly často stavěny jako poděkování za vyléčení. První památka pochází z roku 1836, kdy nechal do skály vytesat poděkování V. Priessnitzovi francouzský baron von Chabot. Tím se odstartovalo množství staveb, jež byly následně spojovány lesními pěšinkami s vyhlídkami vybudovanými na zajímavých místech. V roce 1842 vybudoval Priessnitz svůj vlastní pramen, ten nese jeho jméno. Bylo to k 200. výročí nešťastné události z třicetileté války. V té době byla unesena jednomu Priessnitzovu předkovi dcera. Nešťastný otec pronásledoval se svojí čeledí násilníky a dostihl je právě u jmenovaného pramene. Dívce se ve zmatku podařilo uprchnout, ale otec a většina jeho věrných byli pobiti. Zoufalá dívka si pak sama vzala život. Z pramene vystoupila víla, smísila krev s pramenitou vodou a předpověděla budoucí slávu rodu. Rovněž politický život zasáhl stavby a názvy pramenů. V roce 1848 vzniklo velké množství památek. Některé dostaly názvy jako Sjednocení, Pokroku, Dobrá naděje nebo Sourozenecký. Priessnitz zemřel v roce 1851, ale prameny byly stavěny dále. Jejich množství dokonce zapříčinilo, že v roce 1871 nechal hrabě Adolf von Nassau postavit cestu, která vedla z lázní až na Studniční vrch a spojovala památky. Ani Češi se nenechali zahanbit a dali postavit pomník s pramenem. Na vrcholu je socha, jejímž autorem je J. V. Myslbek. Z dalších pramenů můžeme uvézt: Jitřní, Mecklenburský, Vídeňský, Pokroku, Finský, Jelení, Německý, Večerní a další. Dnes je řada těchto pomníků propojena naučnou stezkou Vincenze Priessnitze.
4.10.2019 byl slavnostně vysvěcen Sofiin pramen na Ripperově promenádě, po rekonstrukci jej zdobí bronzový portrét hlavy Sofie manželky zakladatele lázní. Všechny prameny v lázních, ale také v blízkém okolí popisuje web Jesenické prameny.

### Galerie pramenů

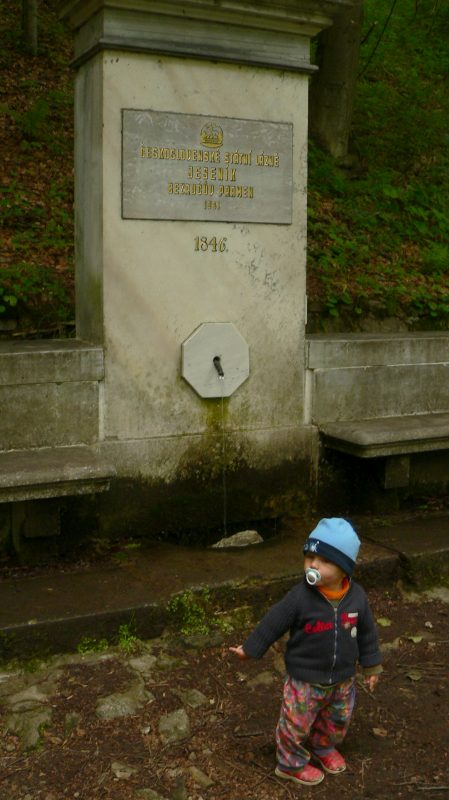
Bezručův pramen
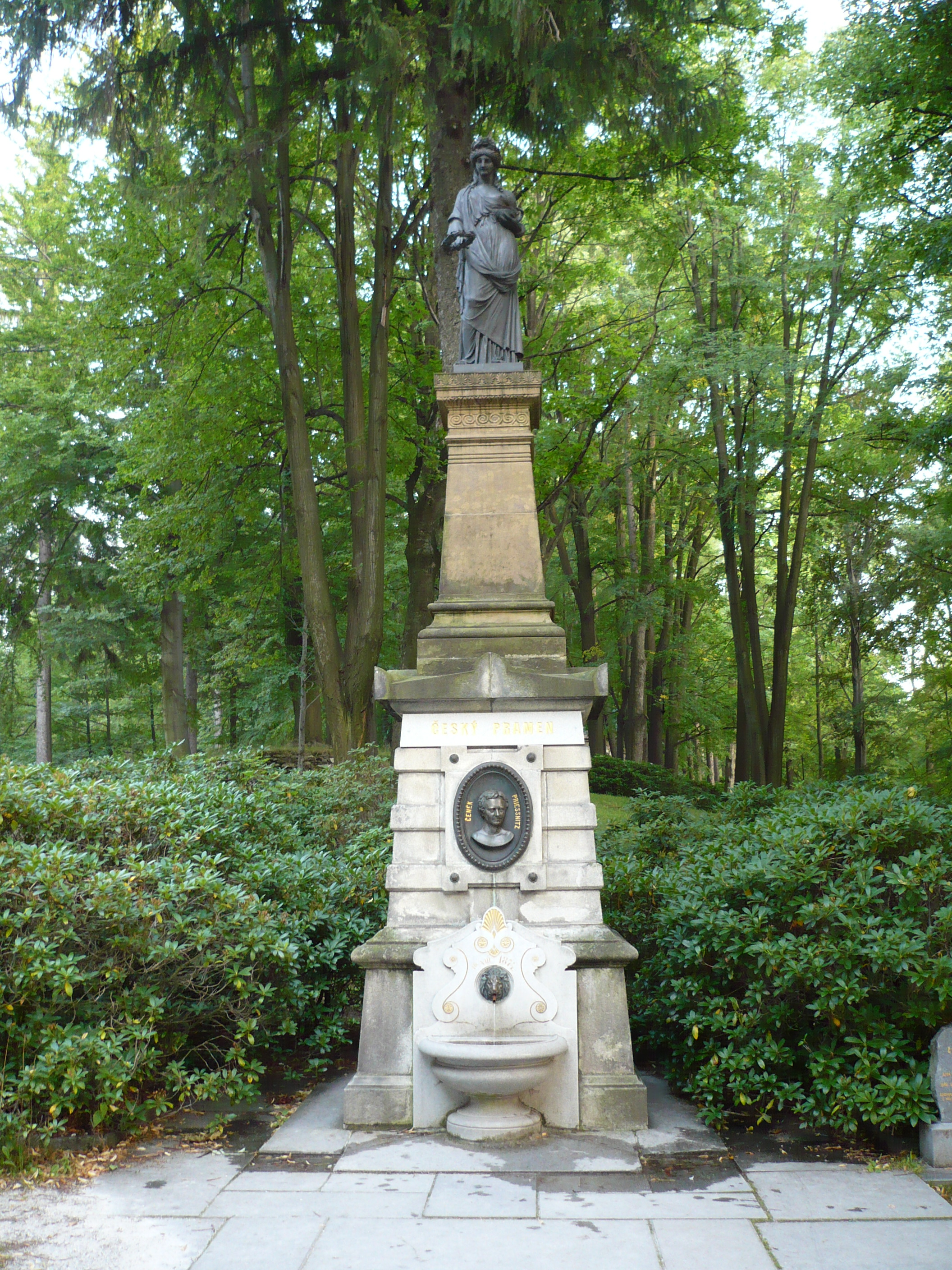
Český pramen
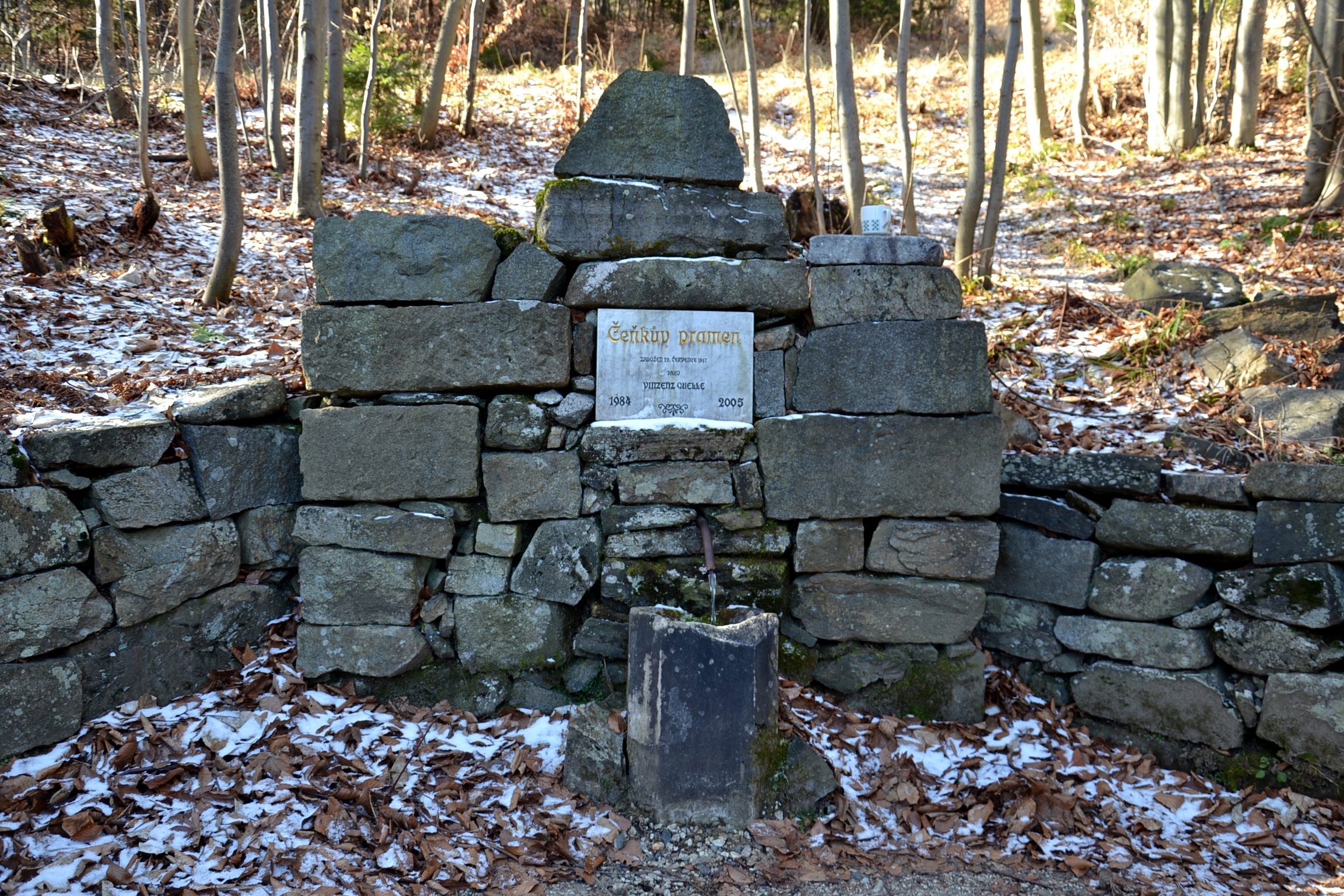
Čeňkův pramen
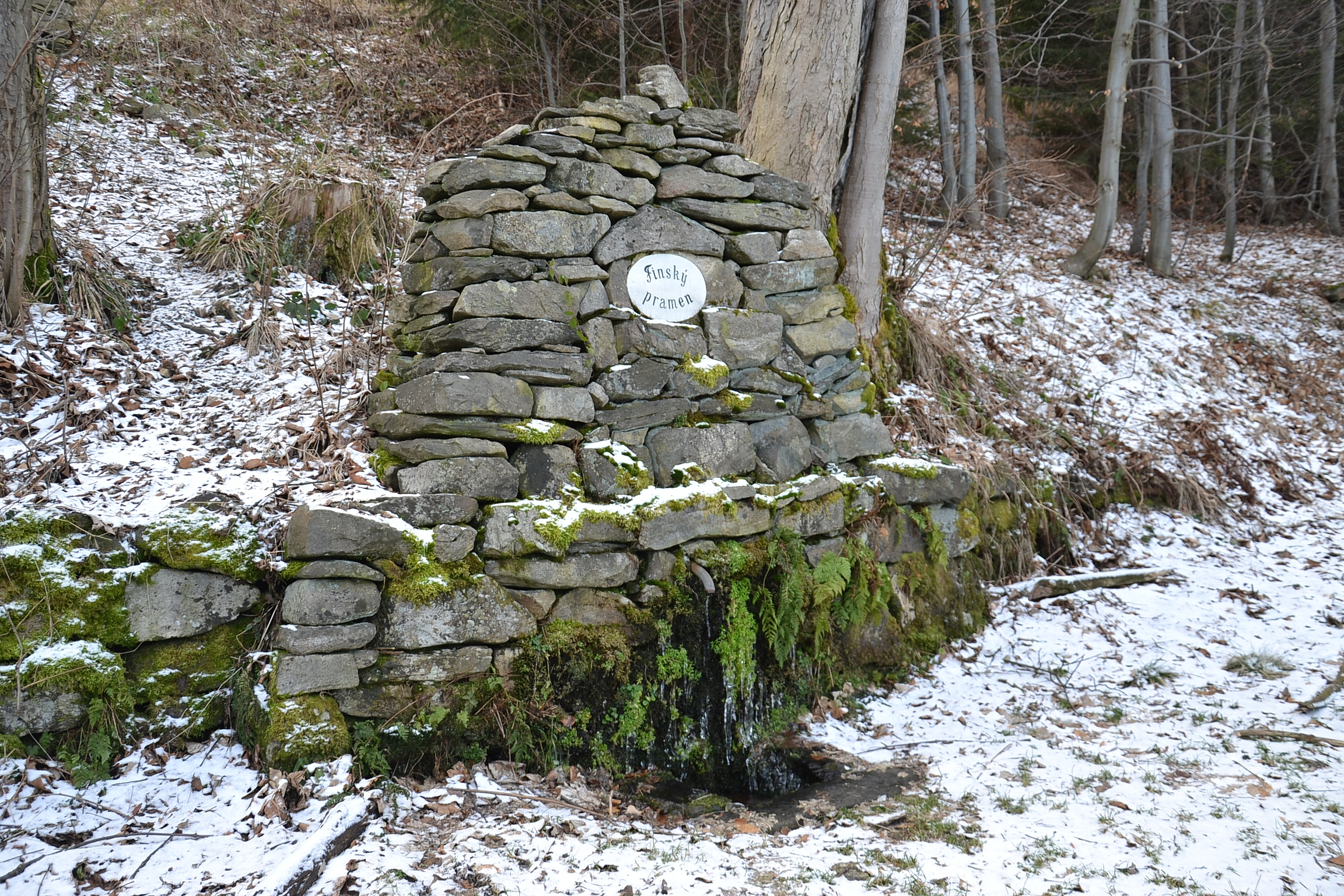
Finský pramen
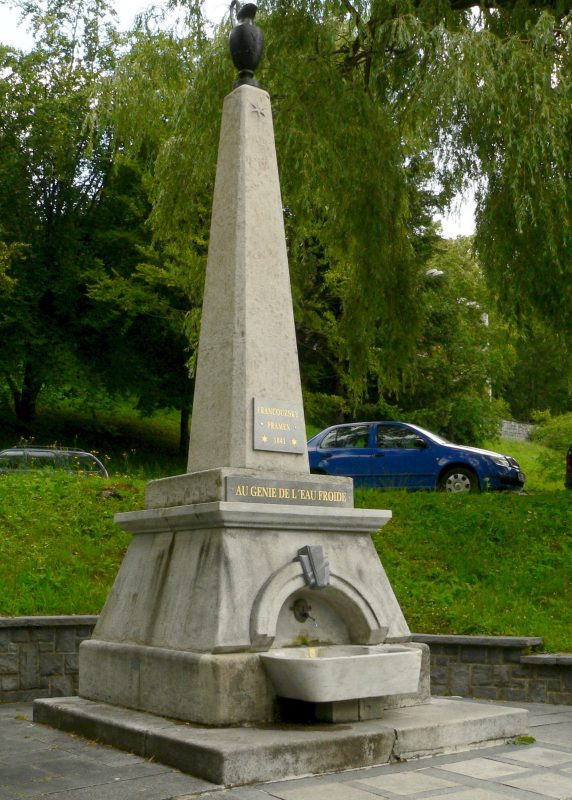
Francouzský pramen
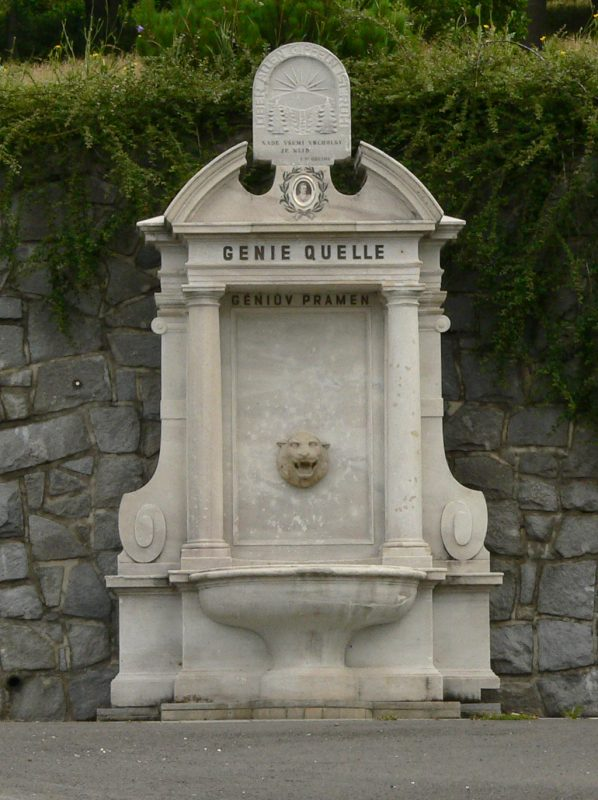
Geniův pramen
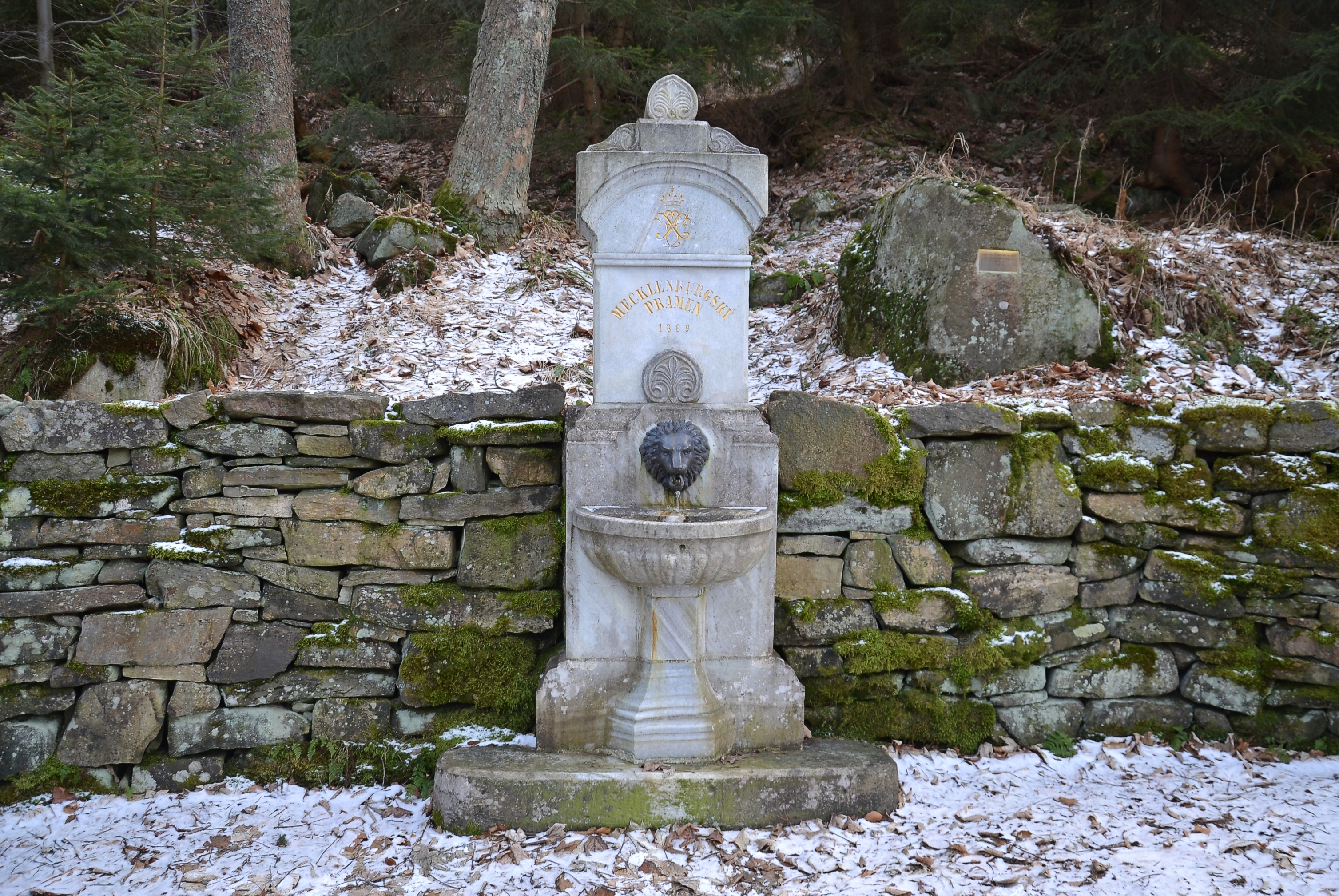
Meklenburský pramen
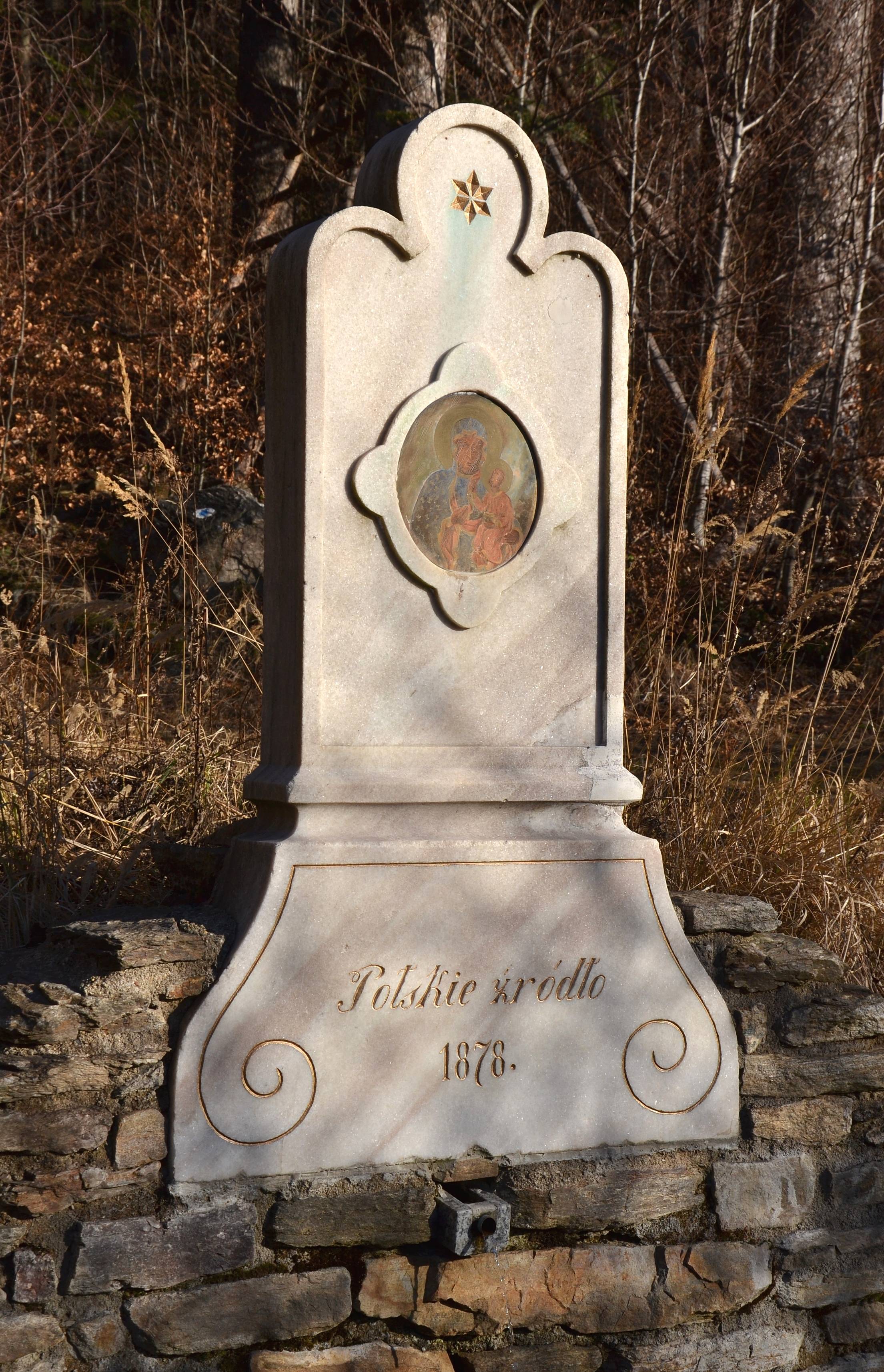
Polský pramen
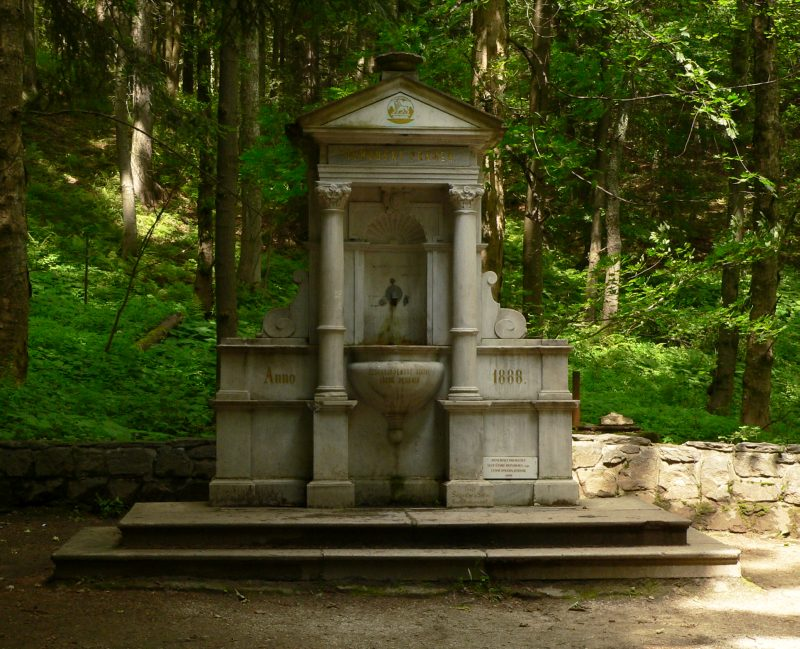
Rumunský pramen
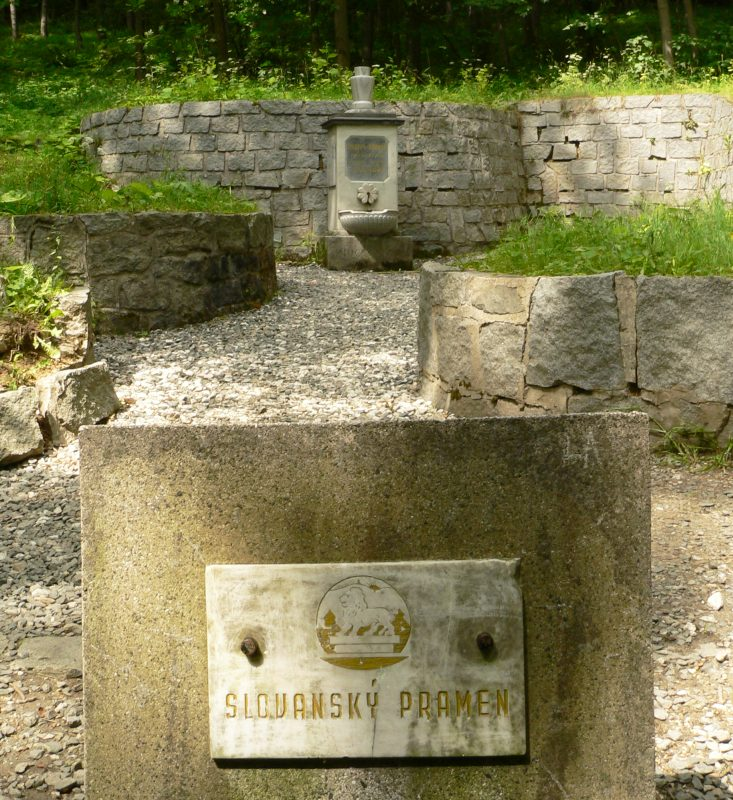
Slovanský pramen, v pozadí Žofiin pramen
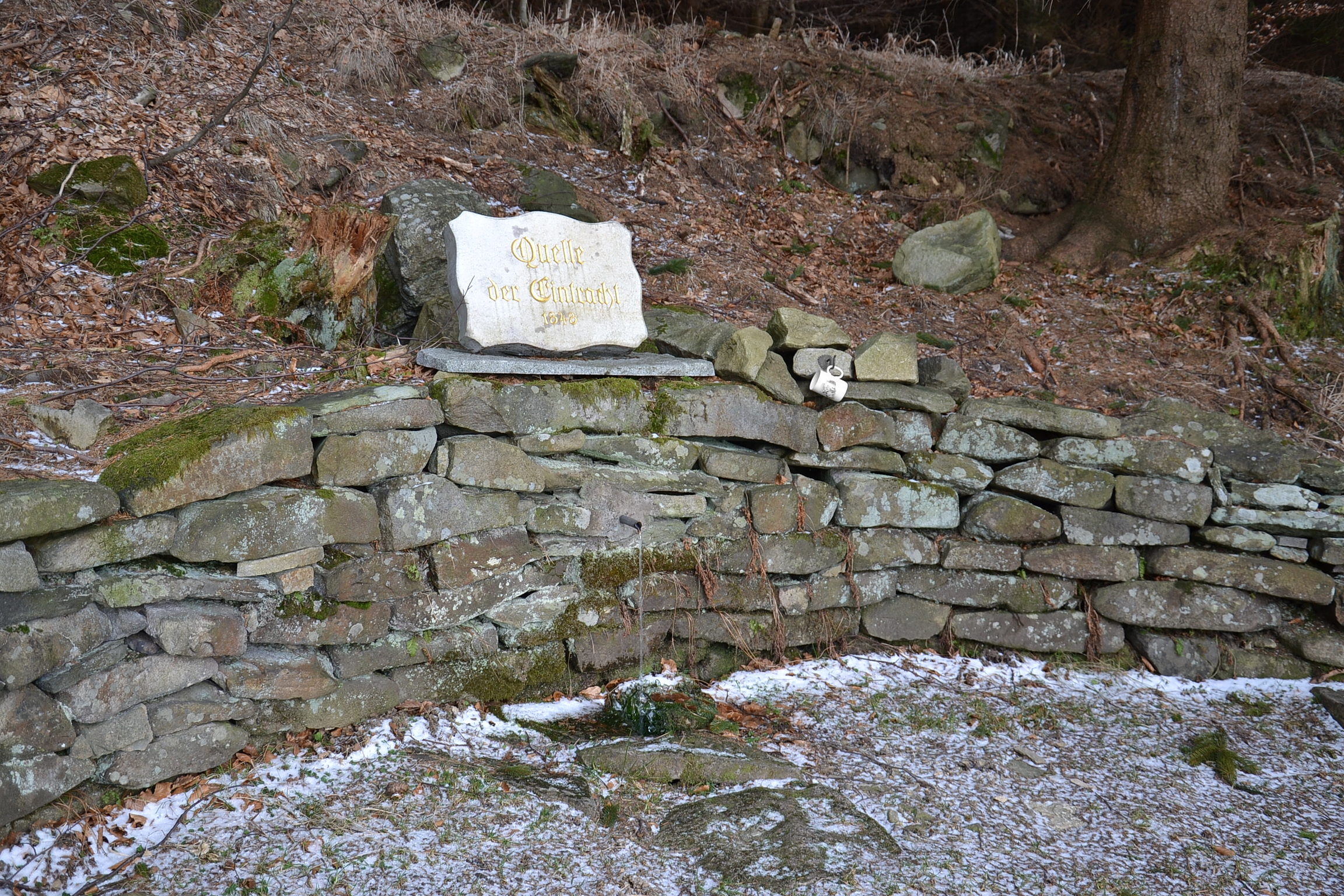
Svatební pramen
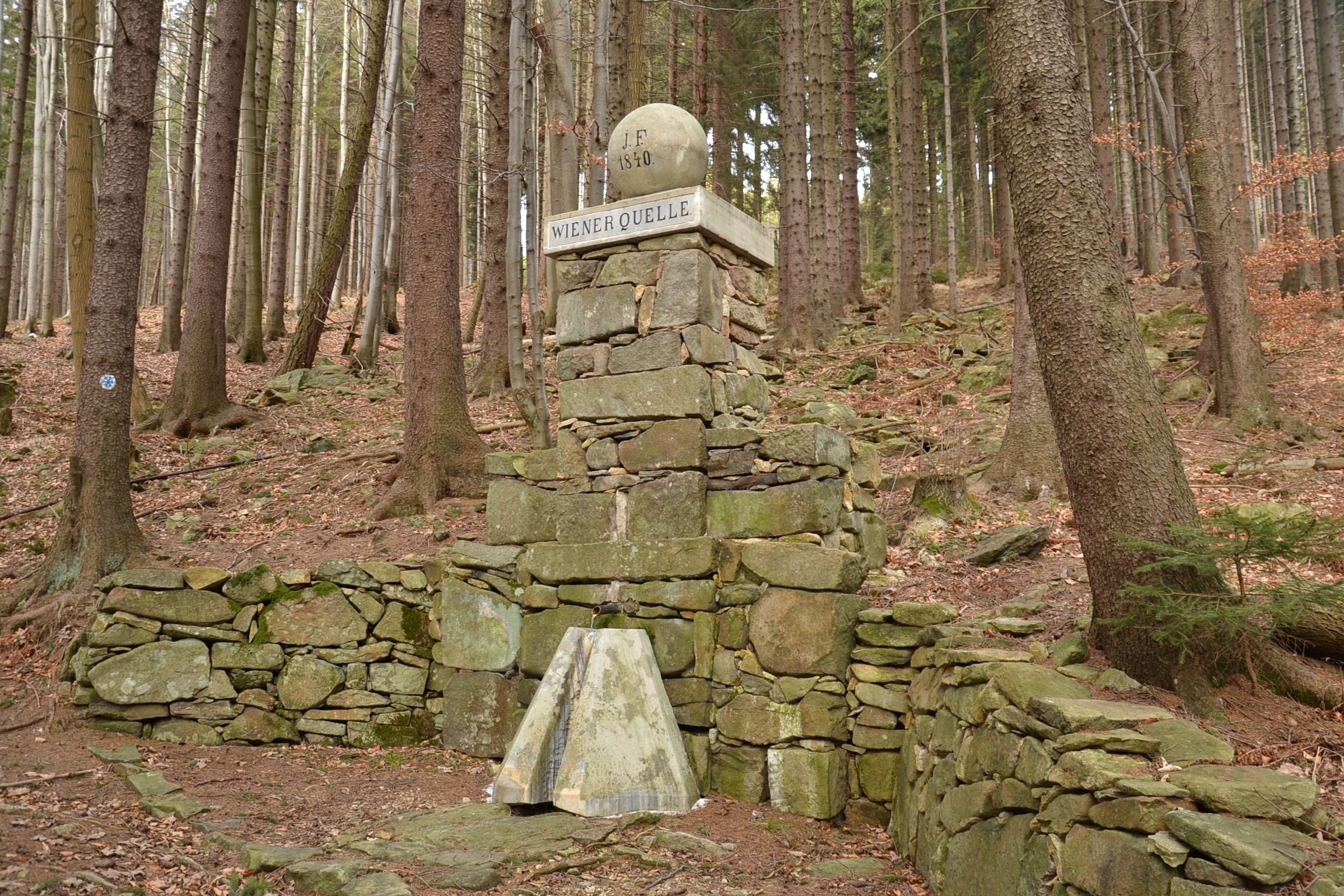
Vídeňský pramen